# 二苯基丙氨酸
二苯基丙氨酸是一种非蛋白氨基酸，分子式C15H15NO2，比苯丙氨酸多了一个苯基，比丙氨酸多了俩个苯基，可用于合成多肽。
可由3,3-二苯基丙酸合成